# 超級神秘型戰鬥機
超級幻密式戰鬥機/超級神秘型戰鬥機（Super Mystère），亦稱超神秘戰鬥機，是法國和蘇聯之外歐洲的第一種自制的超音速噴射戰鬥機，是達梭航太在達梭神秘IV型戰鬥機基礎上發展的神秘IVA取代機。原型機裝一台勞斯·萊斯公司的“埃汶”RA.7加力渦輪噴氣發動機，編號為“超神秘”B1，1955年3月首次飛行。量產型“超神秘”B2於1957年2月首次飛行，共訂購180架，1959年交付完畢。除法國空軍使用外，出口至以色列24架。1967年6月中東戰爭中，以色列曾用該機攻擊阿拉伯國家的機場。

## 使用國

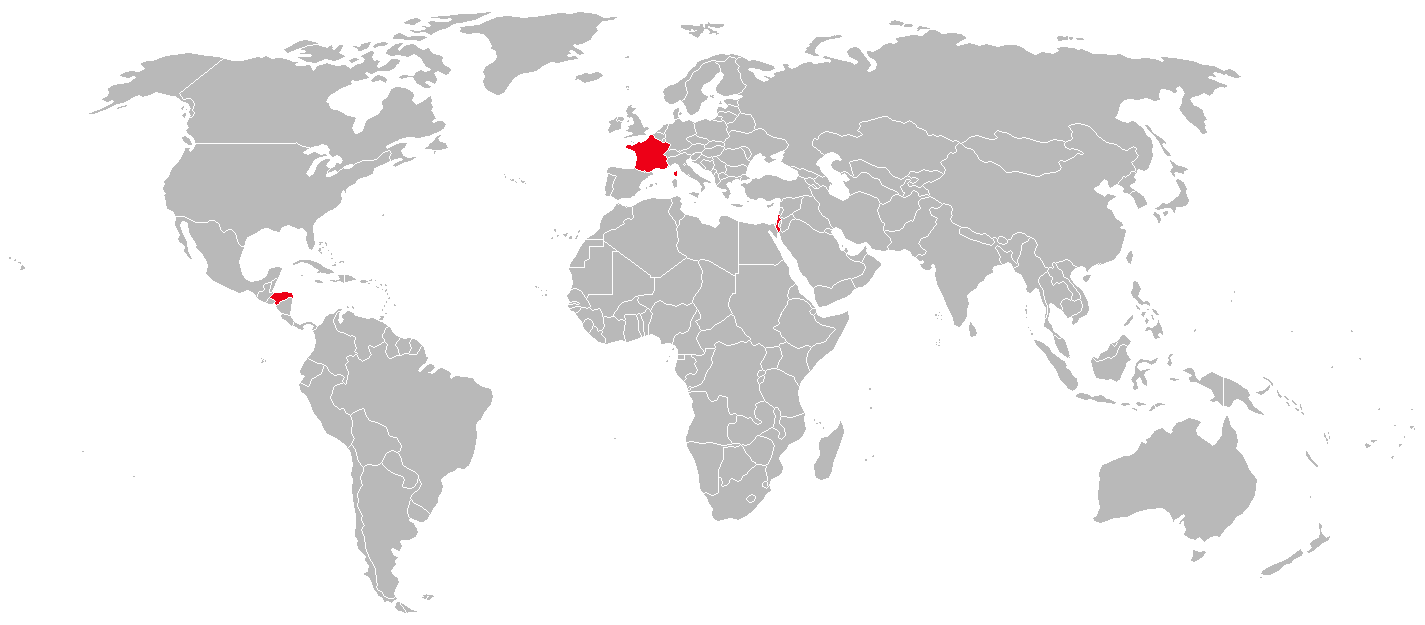
曾經使用過超級幻密式戰機的國家

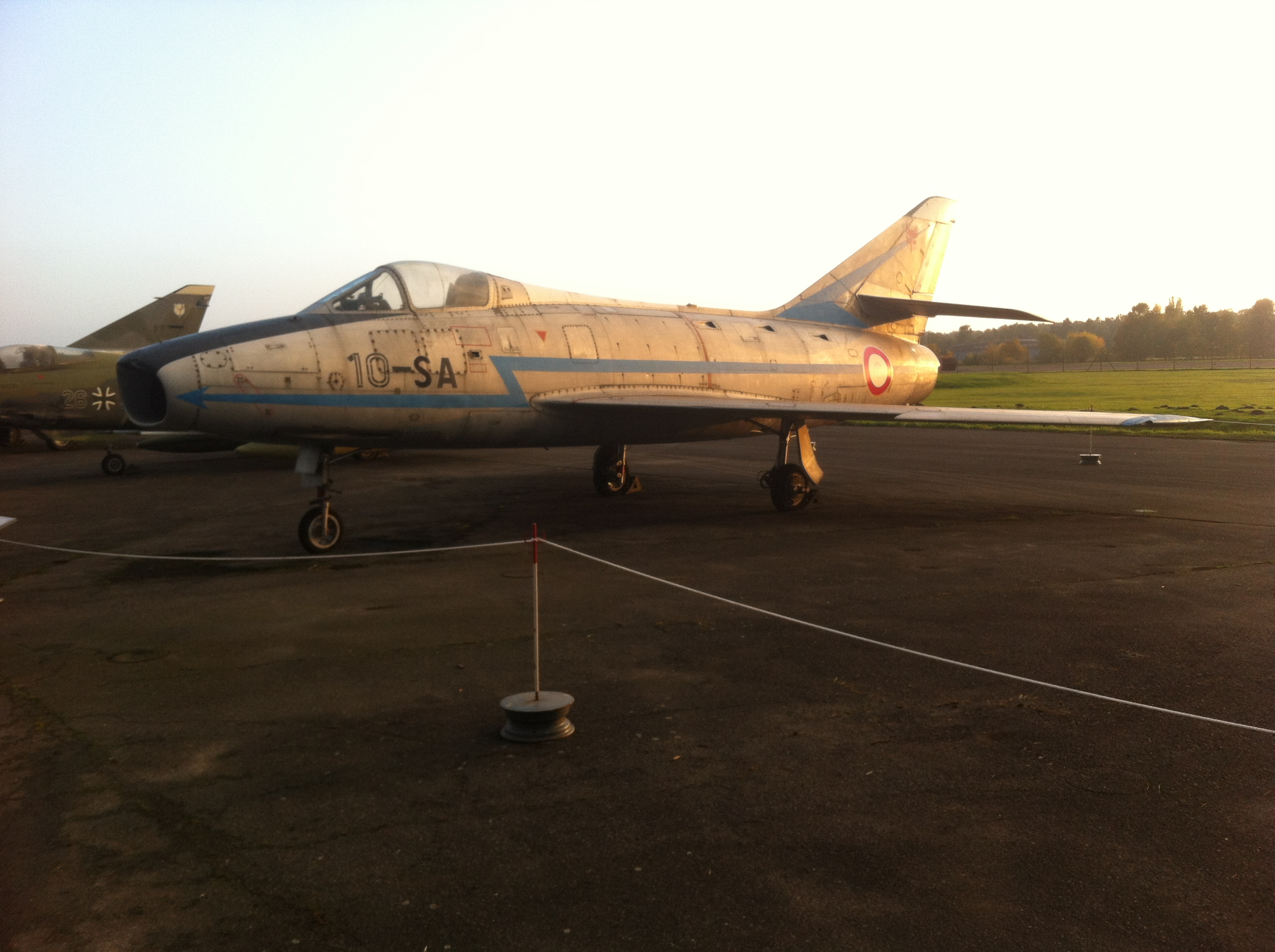
德國空軍博物館的展示機

- 法國：
  - 法國空軍
- ：
  - 宏都拉斯空軍（英语：Honduran Air Force）（16架）：1976年從以色列採購12架超級神秘型，於1979年再採購4架[1]
- 以色列 (24架)：
  - 以色列空軍：1958年採購24架
    - 105中隊（英语：105 Squadron (Israel)）

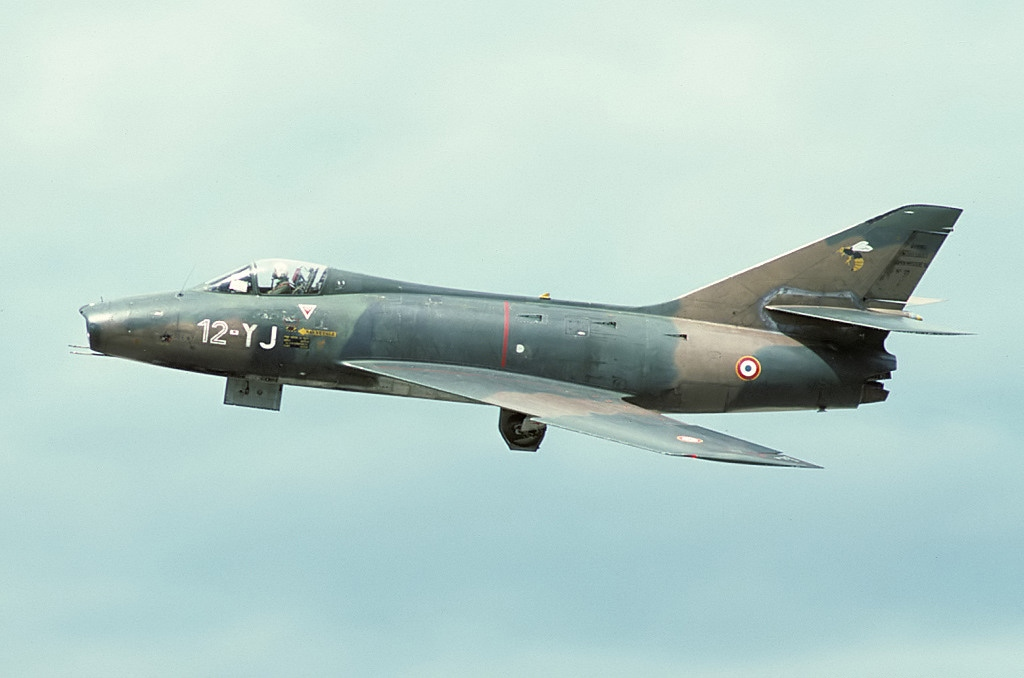
攝於1977年，法國空軍的超級神秘B2。
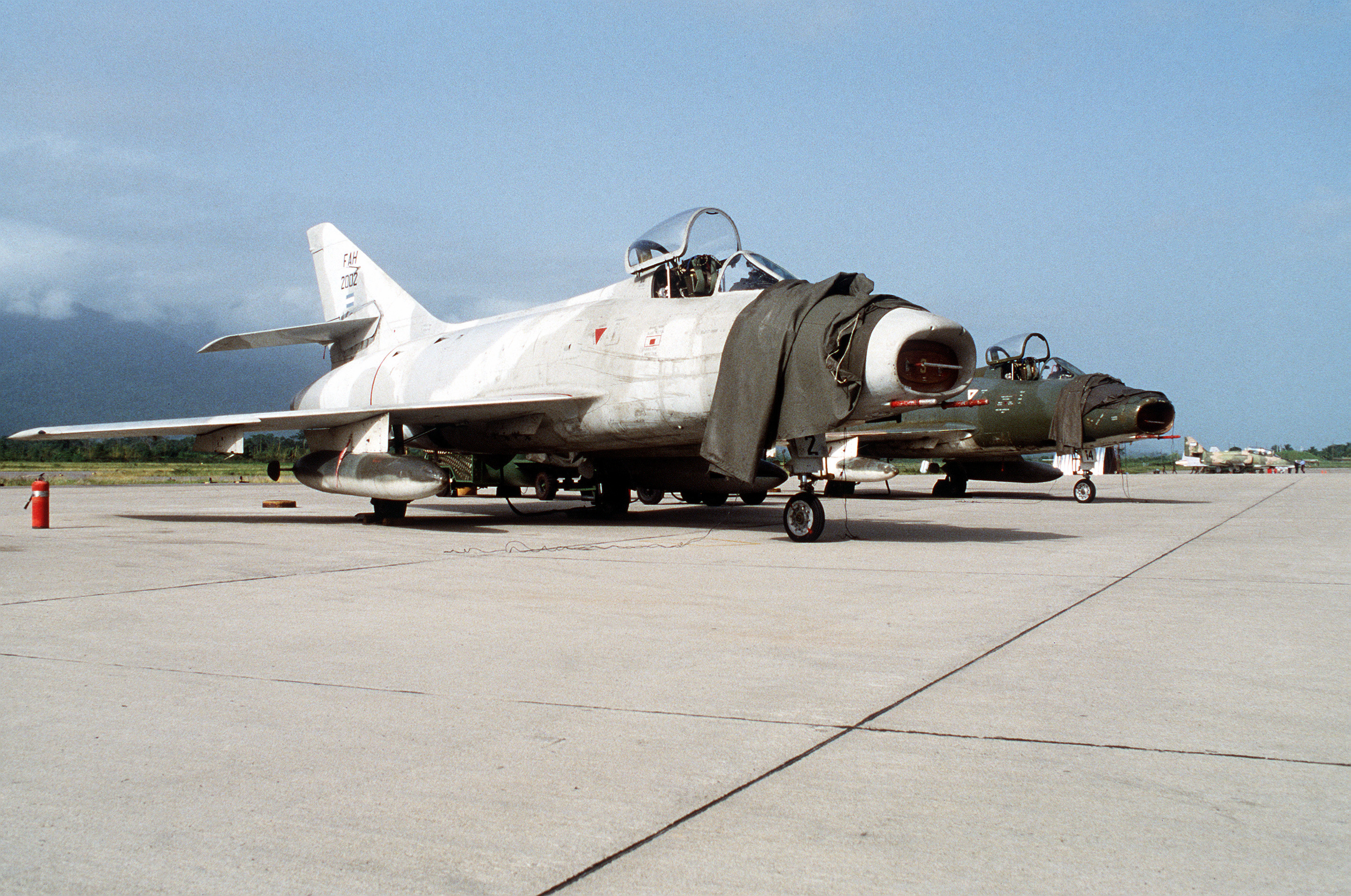
攝於1988年，洪都拉斯空軍的兩架超級神秘式。
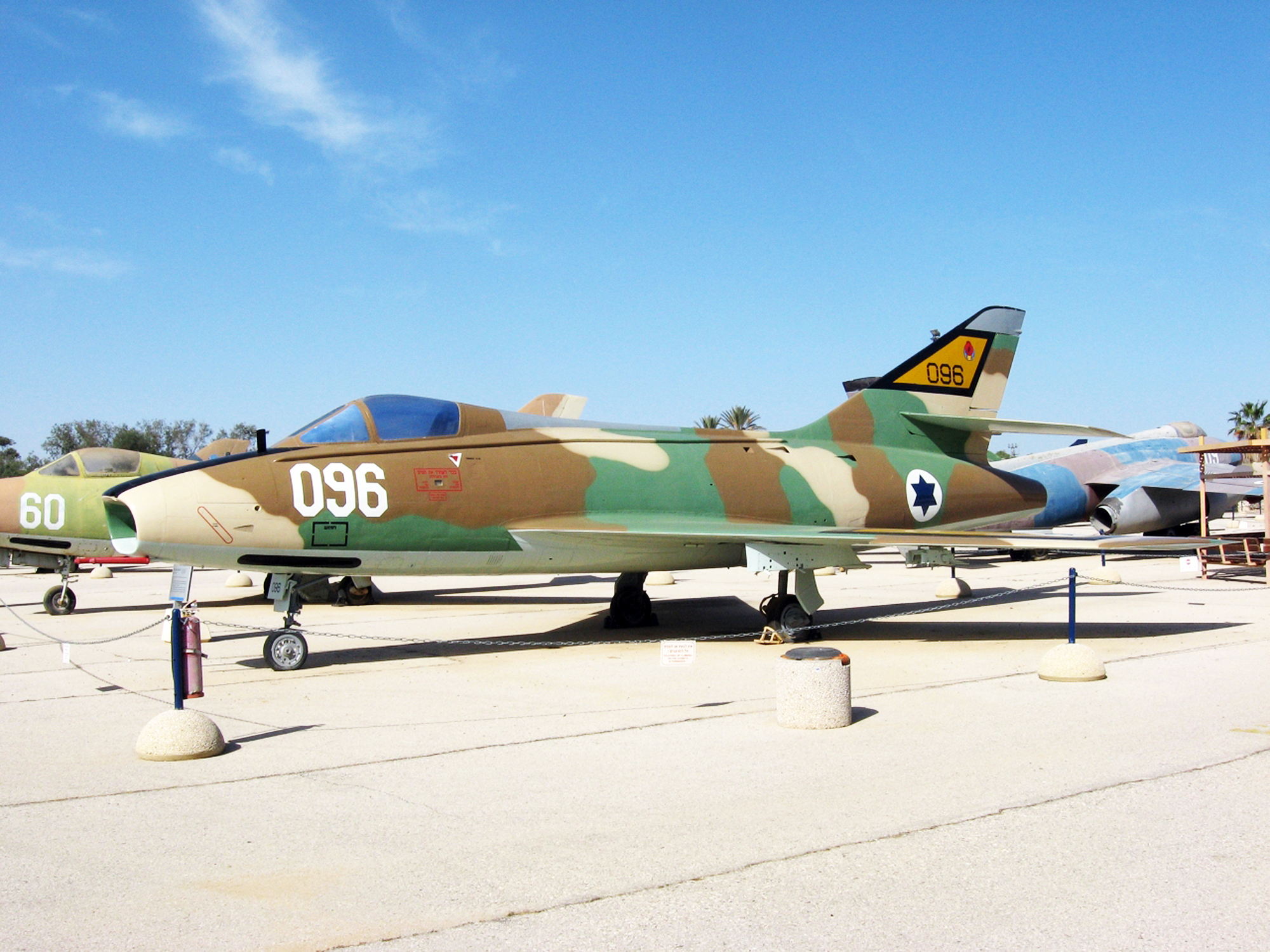
以色列空軍的超級神秘式。

## 性能參數（超級幻密式戰鬥機）

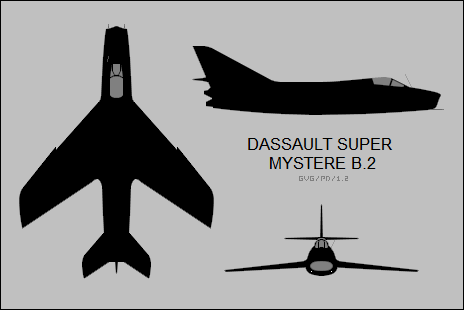
三視圖

基本信息
- 机组：1

性能
- 推重比：0.50

武器

- 機槍：2× 30 mm (1.18 in) DEFA 552 cannons with 150 rounds per gun
- 火箭彈：2× Matra rocket pods with 18× SNEB 68 mm rockets each
- 飛彈：2× Rafael Shafrir AAMs; 2× AS-30L
- 炸彈：2,680 kg (5,000 lb) of payload on four external hardpoints, including a variety of bombs, reconnaissance pods or Drop tanks